# Le Grand Raid de la Réunion

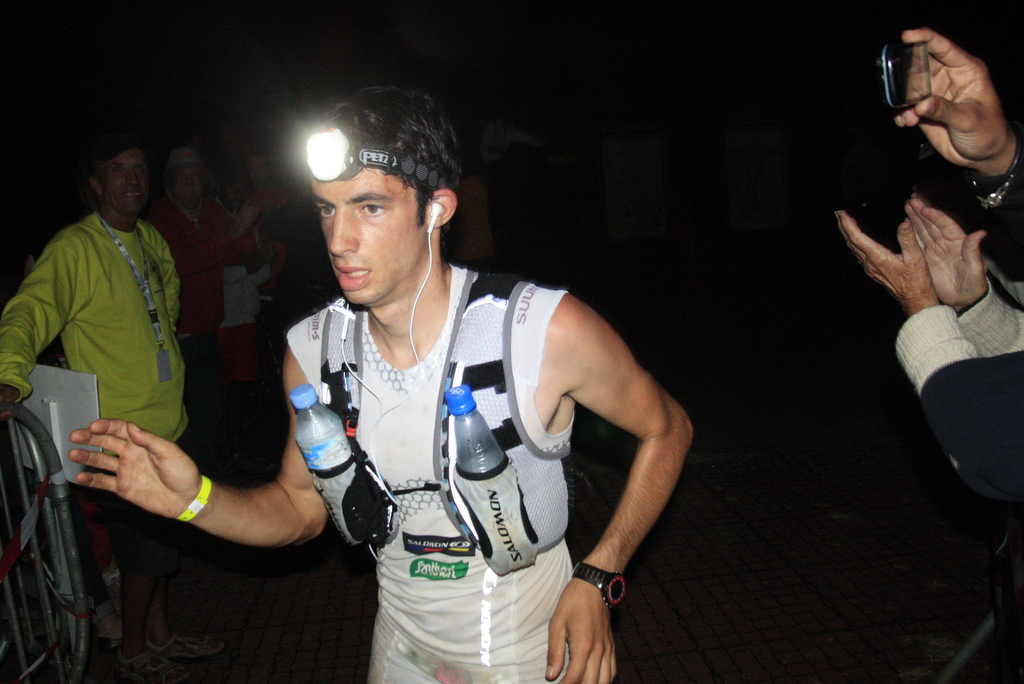
Kílian Jornet i Burgada durante il Grand Raid nel 2010

Le Grand Raid de la Réunion è una competizione sportiva di ultratrail che si svolge fra le montagne della Riunione. Nota anche come "La diagonale des fous" o più semplicemente "Grand Raid", si svolge sulla distanza di 164 km per un dislivello positivo di 9 917 metri. La prima edizione fu disputata nel 1989.